# Nablus
Nablus (arabiska: نابلس, Nāblus [næːblʊs] (fil); hebreiska: שכם, Šəḵem, bibliska Sikem; grekiska: Νεάπολις, Νeapolis), är den tredje största staden på Västbanken efter Östra Jerusalem och Hebron. Staden ligger drygt 49 km norr om Jerusalem och har en befolkning på över 120 000. Den är administrativt centrum i Nablus guvernement.
Nablus har en gammal stadskärna som delvis blev demolerad under andra intifadan. Staden har bland annat hantverks-, tvål-, tändsticks- och livsmedelsindustri. I stadens närhet bor drygt 350 samaritaner på berget Gerisim. I staden finns flera gamla religiösa byggnader inklusive helgedomar från biblisk tid. Runtomkring Nablus finns sedan 1950 de tre palestinska flyktinglägren Ein Beit al-Ma', Balata och Askar samt sedan 1967 flera israeliska bosättningar.

## Historia

### Äldre historia

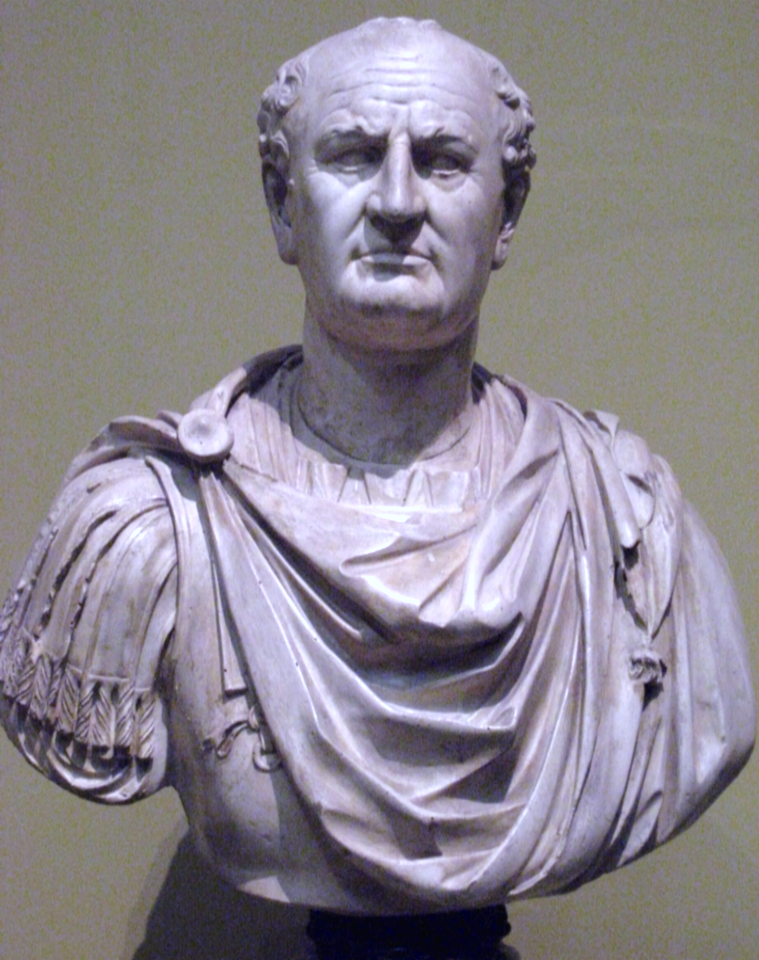
Kejsar Vespasianus.

Staden grundades ursprungligen år 72 e.Kr av den romerske kejsaren Vespasianus på platsen för en äldre samaritisk by kallad Mabartha och låg bara ett par kilometer ifrån den bibliska staden Sikem som hade förstörts under judiska kriget samma år. Staden kallades Flavia Neapolis (Flavius nya stad) och fick småningom en kristen församling. År 244 döptes staden om till Julia Neapolis av kejsar Filip Araben som gav den status som romersk koloni. Efter Romarrikets delning 395 tillföll staden Östrom. På 400-talet ökade spänningarna mellan den kristna befolkningen och samariterna vilka utmynnade i stridigheter år 484. De bysantinska kejsarna reagerade genom att stärka kristendomens ställning i staden och stänga samariternas synagogor.
En arabisk här under Khalid ibn al-Walid intog Neapolis år 636 och stadens nya namn blev den arabiska varianten av det gamla, Nablus. Som del av Rashidunkalifatet utvecklades en kulturell mångfald och befolkningsgrupper som perser, araber, samariter och judar växte. Den arabiske geografen al-Muqaddasi beskrev på 900-talet staden som rik på olivträd med en stor marknadsplats och vacker moské. En korsfararhär under Tankred av Galiléen intog staden 1099 och återgav staden namnet Neapolis, som tillföll Kungariket Jerusalem. Saladins trupper erövrade staden 1187 och Nablus blev därefter del av ayyubidernas rike. År 1202 under fjärde korståget förstördes mycket av staden av tempelriddarna i en tre dagar lång räd. 1260 tog det växande Mamluksultanatet över staden, under vilket handeln blomstrade och turkiska bad blev vanliga. Trehundra år senare, år 1517, kom staden liksom resten av Palestina att falla till Osmanska riket.

### Tidigmodern och modern tid

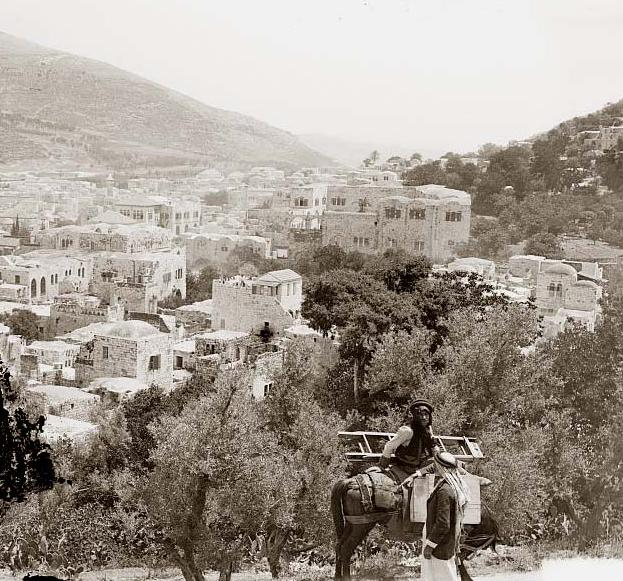
Nablus år 1898.

Under Osmanska riket ingick Nablus administrativt i eyaletet Damaskus, en av tre provinser som utgjorde regionen Osmanska Syrien. Turkarna lät dock den lokala makten förbli i händerna på traditionella klanhövdingar och adelsfamiljer. Från 1500-talet och framåt fick staden en muslimsk majoritet med judiska, samaritiska och kristna minoriteter. 1657 skickade turkarna en straffexpedition, understödda av mäktiga syriska familjer, för att slå ner upprorsmakare. Familjerna Balqa och Touqan belönades av turkarna för sitt stöd med kontroll över Nablus med omnejd. Under mitten av 1700-talet expanderade beduinhövdingen Daher el-Omar sitt inflytande i norra Palestina och försökte erövra Nablus 1771 och 1773. Medan båda belägringarna misslyckades påverkades stadens status negativt och den överskuggades snart av hamnstaden Akko. Under början av 1800-talet styrdes hela Palestina av Muhammed Ali av Egypten, som lät förstöra Akko vilket banade väg för nya glansdagar för Nablus. 1840–1841 återställdes turkisk direktkontroll i regionen.
Efter första världskriget och Osmanska rikets upplösning hamnade Nablus 1922 i Brittiska Palestinamandatet. En jordbävning år 1927 ödelade många av stadens historiska byggnader inklusive Nablus stora moské. Under det arabiska upproret 1936–1939 förstördes delar av den gamla staden av britterna. När det brittiska mandatet upphörde skulle Nablus enligt FN:s delningsplan för Palestina 1947 tillfalla en oberoende arabisk statsbildning, men efter 1948 års arabisk-israeliska krig så annekterades Nablus med resten av Västbanken av Emiratet Transjordanien. Efter sexdagarskriget 1967 blev staden ockuperad av Israel och årtiondena därefter byggdes flera israeliska bosättningar i närområdet.

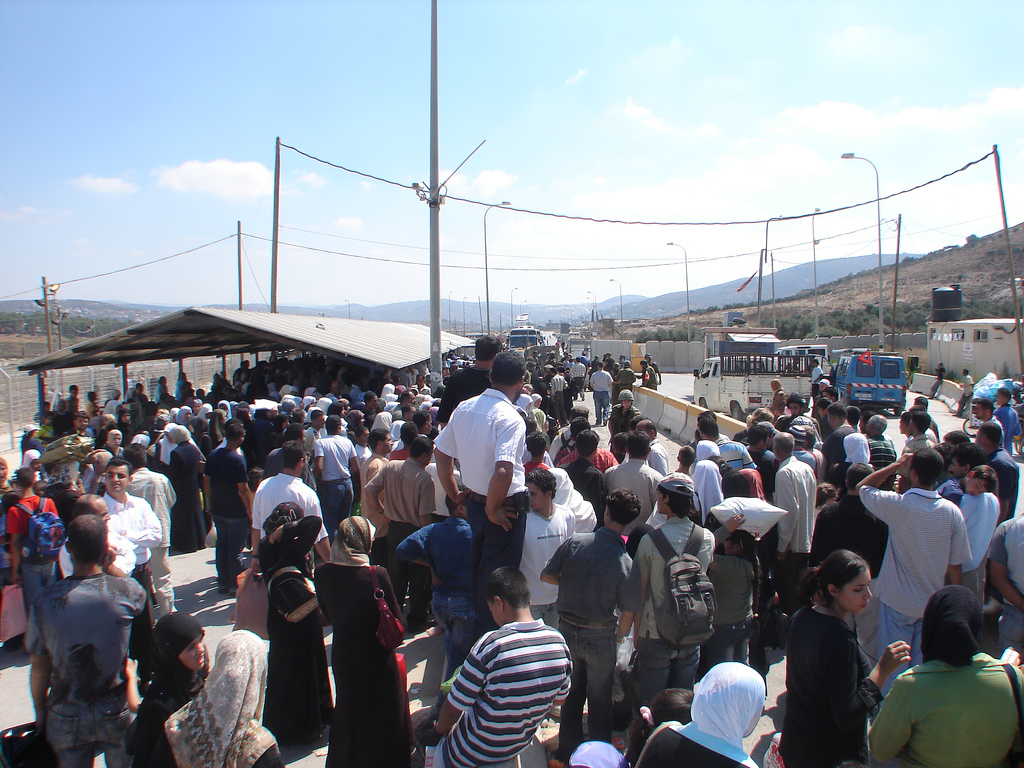
Köbildning vid israelisk vägspärr utanför Nablus. Fotografi från 2006.

### Nutid
Som resultat av Osloprocessen slöts ett avtal 1995 där Palestinska myndigheten fick ta över civil och säkerhetskontroll över begränsade områden på Västbanken (kallat Område A), bland annat just Nablus. Israels armé kontrollerar dock allt sedan dess alla vägar in till staden. Nablus har särskilt under den andra intifadan år 2000 varit centrum för stridigheter mellan Israels försvarsmakt och militanta palestinier, enligt FN:s kontor för samordning av humanitära insatser (UNOCHA) dödades 522 invånare i Nablus och kringliggande flyktingläger och 3104 skadades under israeliska militära operationer perioden 2000–2005. Särskilt år 2002 drabbades staden svårt när den israeliska armén tog kontrollen, många historiska byggnader förstördes av bland annat missiler från Apachehelikoptrar och F16-stridsplan och den israeliska militären införde dygnet-runt-utegångsförbud under sammanlagt mer än 70 dygn.
Den 2 april 2012 sattes Gamla staden i Nablus och dess omgivningar upp på Palestinas tentativa världsarvslista.

## Geografi

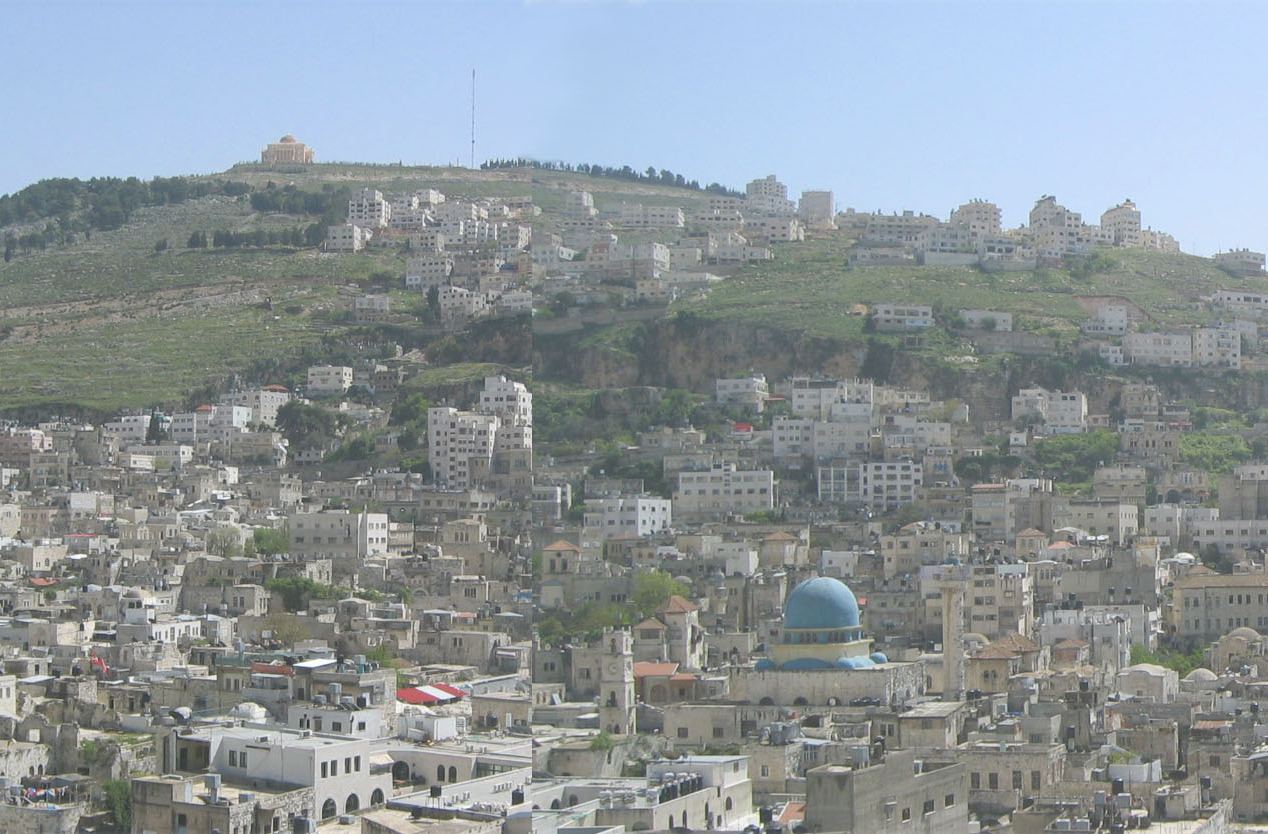
Nablus med berget Gerisim i bakgrunden.

Nablus är beläget omkring 550 meter över havet. Staden ligger ungefär 60 kilometer norr om Jerusalem, 110 kilometer väster om Amman och 40 kilometer öster om Tel Aviv. Den har ett strategiskt läge mellan två gamla handelsvägar, den ena mellan Galiléen i norr och det bibliska Judéen i söder, den andra mellan Jordandalen i öster och Medelhavet i väster. Staden ligger i en dal avgränsad i norr av berget Ebal och i söder av berget Gerisim. Stadskärnan består av Gamla staden där bland annat Nablus stora moské ligger, men också sex turkiska bad varav vissa byggdes på 1600-talet. I östra Nablus ligger det ortodoxa klostret Bir Ya'qub i vars krypta den bibliska Jakobs källa än idag finns. I stadens östra utkanter finns även Josefs grav, en helgedom för judar, samariter, kristna och muslimer som historiskt har varit föremål för återkommande stridigheter.
I Nablus guvernement (staden med omnejd) finns 12 israeliska bosättningar, 37 utposter samt tre palestinska flyktingläger.

## Demografi
Staden har omkring 134 000 invånare. Majoriteten är muslimer men det finns även kristna och samariter. Palestinierna från Nablus härstammar till stor del från kananiterna men även från samariter, turkar, araber, araméer, greker och korsfarare vars efterkommande konverterat till islam. 1967 bodde runt 3500 kristna i staden men 2008 hade denna siffra sjunkit till 650.
På berget Gerisim finns en liten samaritisk by, Kiryat Luza, där hälften av världens sista samariter bor. De flesta samariterna bodde nere i staden fram till stridigheterna under första intifadan på 1980-talet.